# Bailey Howell
Bailey E. Howell (ur. 20 stycznia 1937 w Middleton) – amerykański koszykarz, skrzydłowy, kilkukrotny uczestnik spotkań gwiazd NBA, członek Koszykarskiej Galerii Sław im. Jamesa Naismitha.

## Osiągnięcia
NCAA
- 2-krotny MVP konferencji Southeastern (1958-59)[2]
- Wybrany do:
  - I składu:
    - All-SEC[2]
    - All-American (1959)[3]

  - II składu All-American (1958)[3]
  - Akademickiej Galerii Sław Koszykówki (2006)[4]
- Lider NCAA w skuteczności rzutów z gry (56,8%) (1957)[2]
- Uczelnia zastrzegła należący do niego numer 52

NBA
- 2-krotny mistrz NBA (1968-69)[5]
- Uczestnik meczu gwiazd:
  - NBA (1961–1964, 1966, 1967)[1]
  - Legend NBA (1986, 1988, 1990)[6]
- Zaliczony do:
  - II składu NBA (1963)[7]
  - Koszykarskiej Galerii Sław (Naismith Memorial Basketball Hall Of Fame – 1997)[2]